# The Bibi Files
The Bibi Files es una película documental estadounidense de 2024 dirigida por Alexis Bloom. La película presenta imágenes filtradas del interrogatorio del juicio a Benjamin Netanyahu. Se proyectó como una película en progreso en el Festival Internacional de Cine de Toronto de 2024 y tuvo su estreno mundial oficial en Doc NYC el 14 de noviembre de 2024. Posteriormente se estrenará en la plataforma de películas directa al consumidor Jolt en Estados Unidos el 11 de diciembre de 2024.

## Contexto
Como parte de la investigación sobre las acusaciones de soborno y fraude contra Benjamin Netanyahu, la policía israelí grabó miles de horas de imágenes de interrogatorios entre 2016 y 2018. Este material fue filtrado al cineasta Alex Gibney a fines de 2023. Además de Netanyahu, la película presenta imágenes de su esposa Sara, su hijo Yair, amigos y asociados, así como trabajadores domésticos en la residencia oficial del Primer Ministro de Israel, Beit Aghion. También incluye entrevistas con personas con información privilegiada que estuvieron dispuestas a hablar públicamente sobre Netanyahu, entre ellas el ex primer ministro Ehud Olmert, el exjefe del Shin Bet Ami Ayalon y el periodista Raviv Drucker, que también es uno de los productores de la película.
Aunque el audio del interrogatorio ya se había publicado, las imágenes no. Gibney afirmó: «Estas grabaciones arrojan luz sobre el carácter de Netanyahu de una manera sin precedentes y extraordinaria. Son una prueba contundente de su carácter venal y corrupto y de cómo eso nos llevó a la situación actual».

## Producción
Gibney y el director Alexis Bloom habían estado trabajando en la película antes de los ataques del 7 de octubre de 2023. Bloom señaló que entrevistó a muchas personas, incluidos exjefes de gabinete, jefes del Shin Bet y otros altos funcionarios, que estaban dispuestos a hablar con ella sobre Netanyahu, pero sólo de manera extraoficial. Uno comparó el mandato de Netanyahu con la serie de televisión de Netflix House of Cards. Bloom afirmó: «Sinceramente, estas historias sobre Netanyahu son bastante conocidas en Israel. Muchos israelíes me han dicho a lo largo del camino: 'Tienes que hacer que esto llegue al resto del mundo».

## Lanzamiento
El 2 de septiembre de 2024, la película se agregó a la programación del Festival Internacional de Cine de Toronto (TIFF) de 2024 como una película en progreso, tres semanas después de que se publicara el calendario completo del festival. Goodfellas adquirió los derechos de venta el 6 de septiembre y se proyectó en el TIFF el 9 y 10 de septiembre. También se proyectó en el Festival de Cine de Woodstock de 2024 en el estado de Nueva York.
El 29 de octubre de 2024, la película fue adquirida para su distribución por September Film en Bélgica, Países Bajos y Luxemburgo; Dulac Distribution en Francia; Against Gravity en Polonia; Filmin en España; Dogwoof en el Reino Unido; Madman Entertainment en Australia y Nueva Zelanda; PT Falcon en Indonesia; y Teleview en Oriente Medio y Turquía.
La película tuvo su estreno mundial oficial en Doc NYC el 14 de noviembre de 2024. Al día siguiente, el 15 de noviembre, tuvo una presentación limitada en el Laemmle Monica Center en Santa Mónica, California. Estará disponible para su transmisión en la plataforma de películas directa a la plataforma Jolt en los Estados Unidos el 11 de diciembre de 2024.

### Respuesta de Netanyahu
El 8 de septiembre de 2024, un día antes de la proyección de la película en el TIFF, los abogados que representan a Netanyahu solicitaron al Tribunal de Distrito de Jerusalén una orden judicial contra el periodista Raviv Drucker, uno de los productores de la película, por publicar imágenes de un interrogatorio policial sin el permiso del tribunal. El juez Oded Shaham denegó la solicitud el 9 de septiembre y la película se proyectó en el TIFF más tarde ese día. El 17 de septiembre de 2024, los abogados que representan a Netanyahu presentaron una petición al Fiscal General de Israel, Gali Baharav-Miara, y al Comisionado de Policía, Daniel Levy, para abrir una investigación sobre Drucker. También solicitaron que se impusiera un secreto de sumario a las imágenes filtradas del juicio.
La película está prohibida en Israel debido a las leyes de privacidad. En cuanto a su distribución, Gibney afirmó: «En Israel hay una restricción legal en este momento, por acuerdo con la fuente. En el resto del mundo no hay restricción. Por lo tanto, planeamos distribuirlo lo más ampliamente posible y, al mismo tiempo, mantenernos dentro de los límites de nuestra promesa, o mi promesa, a la fuente».

## Recepción
Jason Gorber de Collider calificó la película con 7 de 10 y escribió: «The Bibi Files sirven como testimonio de que hay voces -millones de voces, de hecho, tanto dentro como fuera de Israel- que piden el fin de [Netanyahu] y su coalición que vinculan directamente los horribles eventos del 7 de octubre de 2023 con las políticas de la administración actual, y dicen inequívocamente que la guerra Israel-Gaza se está perpetuando no para la mayor seguridad de un pueblo, sino para infligir sufrimiento por razones ideológicas y para evitar ser considerado responsable de algunos indicios bastante claros de soborno y corrupció».
Frank Scheck, de The Hollywood Reporter, calificó la película como «una mirada reveladora a las maquinaciones del poder» y que «pinta un retrato condenatorio de la arrogancia».
Leela Jacinto, de France 24, calificó la película como «un relato casi shakespeariano sobre la corrupción de un hombre y cómo puede infectar el cuerpo político de una nación en guerra, una vez más, contra un pueblo sin país».
Ofer Matan, de Haaretz, escribió: «El vínculo entre el juicio por corrupción de Netanyahu y la guerra [Israel-Hamás] es quizás el mayor logro de la película. Esta conexión es casi intuitiva para los israelíes que se oponen a Netanyahu y protestan contra él y su gobierno, pero no es obvia, o a veces ni siquiera conocida, para el público internacional, incluido el judío».
Mittal Balmes Cohen, de la Universidad Hebrea de Jerusalén, afirmó: «No veremos un cambio sustancial en la opinión pública en Israel, pero en el ámbito internacional [la película] tiene una gran importancia».